# Бряново (Молдова)
Бряново, Брянова (рум. Breanova) — село в Оргеевском районе Молдавии. Наряду с селом Морозены входит в состав коммуны Морозены.

## География
Село расположено на высоте 72 метра над уровнем моря.

## Население
По данным переписи населения 2004 года, в селе Брянова проживает 675 человек (332 мужчины, 343 женщины).
Этнический состав села:
| Национальность | Число жителей | Процентный состав |
| -------------- | ------------- | ----------------- |
| молдаване      | 664           | 98,37             |
| румыны         | 9             | 1,33              |
| украинцы       | 1             | 0,15              |
| прочие         | 1             | 0,15              |
| Всего          | 675           | 100 %             |